# جاك ميخائيل
جاك ميخائيل (بالإنجليزية: Jack Michael)‏ هو عالم نفس أمريكي، ولد في 1926.